# Connivences
Connivences est le 7e épisode de la saison 7 de la série télévisée Buffy contre les vampires.

## Résumé
Buffy, Dawn et Willow font toutes les trois d'étranges rencontres la même nuit alors qu'Andrew et Jonathan reviennent à Sunnydale. 
Buffy combat au cimetière un vieux camarade du lycée, Holden, qui est devenu un vampire. Ils se reconnaissent et entament une discussion. Holden, qui était étudiant en psychologie, pousse adroitement Buffy à s'ouvrir à lui et à lui parler de ses problèmes. Il en vient à savoir que Buffy a déjà eu des relations étroites avec des vampires et lui révèle en retour que Spike est celui qui l'a transformé, ce que Buffy a du mal à accepter puisque Spike a désormais une âme. Ils finissent par reprendre leur combat et Buffy le tue.
Dans le même temps, une présence maléfique harcèle Dawn, qui est seule chez elle. Elle la pousse à mettre la maison à sac en se manifestant via divers appareils ménagers. Dawn découvre que l'esprit de sa mère essaie de la contacter et réalise un exorcisme pour chasser la manifestation démoniaque qui la tourmente. Elle y parvient, au prix de nombreux autres dégâts dans la maison. Elle finit par voir le fantôme de sa mère qui lui fait une sombre prédiction sur le fait que Buffy et Dawn devront s'opposer. Willow est quant à elle partie étudier à la bibliothèque et reçoit la visite du fantôme de Cassie Newton qui prétend avoir été envoyée par Tara. Tout d'abord bouleversée, Willow finit par s'apercevoir que Cassie essaie de la pousser au suicide et le fantôme se révèle alors être une manifestation de la Force. 
Andrew et Jonathan s'introduisent dans les sous-sols du lycée pour déterrer le sceau de Danzalthar. Andrew est en fait manipulé par le fantôme de Warren. Il est le seul à le voir et « Warren » le pousse à poignarder Jonathan, le sang de ce dernier se répandant sur le sceau. Spike, de son côté, rencontre une jeune femme, la ramène chez elle et finit par la mordre.

## Production
Un emploi du temps très chargé de certains acteurs de la série ainsi que la nécessité de faire travailler plusieurs scénaristes sur un même épisode pour éviter d'être pris par le temps ont inspiré la structure particulière de cet épisode où chacun des quatre protagonistes principaux (Buffy, Dawn, Willow, et le duo constitué d'Andrew et Jonathan) n'a aucune interaction avec les autres. Ainsi, bien que seuls Jane Espenson et Drew Goddard soient crédités comme scénaristes, quatre scénaristes ont travaillé sur l'épisode : Espenson a écrit les scènes de Dawn, Goddard celles d'Andrew et Jonathan, Marti Noxon celles de Willow, et Joss Whedon celles entre Buffy et Holden.
Amber Benson a été contactée pour reprendre le rôle de Tara, qui aurait été l'apparence prise par la Force pour contacter Willow dans l'épisode, mais l'actrice a finalement décliné la proposition car elle ne voulait pas que les fans perçoivent son personnage comme maléfique. L'apparition du fantôme de Joyce à Dawn a donné lieu à de multiples débats entre fans sur Internet pour savoir si c'était vraiment son fantôme ou une manifestation de la Force mais Jane Espenson a déclaré qu'il avait toujours été dans l'intention des scénaristes que ce soit la Force qui manipule Dawn.